# Саагун (Колумбия)
Саагун (исп. Sahagún) — город и муниципалитет на севере Колумбии, на территории департамента Кордова.

## История
Поселение, из которого позднее вырос город, было основано 7 декабря 1775 года доном Антонио де Ла-Торре-и-Мирандой. Муниципалитет Саагун был выделен в отдельную административную единицу в 1934 году.

## Географическое положение

Муниципалитет Саагун

Город расположен на северо-востоке департамента, в пределах Прикарибской низменности, на расстоянии приблизительно 46 километров к северо-востоку от города Монтерии, административного центра департамента. Абсолютная высота — 84 метра над уровнем моря.
Муниципалитет Саагун граничит на севере с территорией муниципалитета Чину, на западе — с муниципалитетом Сьенага-де-Оро, на юге — с муниципалитетом Пуэбло-Нуэво, на востоке — с территорией департамента Сукре. Площадь муниципалитета составляет 992 км².

## Население
По данным Национального административного департамента статистики Колумбии, совокупная численность населения города и муниципалитета в 2015 году составляла 89 867 человек.
Динамика численности населения муниципалитета по годам:
| 2005   | 2006   | 2007   | 2008   | 2009   | 2010   | 2011   | 2012   | 2013   | 2014   | 2015   |
| ------ | ------ | ------ | ------ | ------ | ------ | ------ | ------ | ------ | ------ | ------ |
| 87 635 | 87 799 | 88 004 | 88 224 | 88 463 | 88 701 | 88 953 | 89 204 | 89 439 | 89 661 | 89 867 |

Согласно данным переписи 2005 года мужчины составляли 50,1 % от населения Саагуна, женщины — соответственно 49,9 %. В расовом отношении белые и метисы составляли 90,5 % от населения города; негры, мулаты и райсальцы — 5 %; индейцы — 4,5 %.
Уровень грамотности среди всего населения составлял 81,8 %.

## Экономика
60,3 % от общего числа городских и муниципальных предприятий составляют предприятия торговой сферы, 28,5 % — предприятия сферы обслуживания, 10,4 % — промышленные предприятия, 0,8 % — предприятия иных отраслей экономики.

## Транспорт
Через город проходит национальное шоссе № 25 (исп. Ruta Nacional 25).